# Carewo
Carewo (bułg. Царево; do 1934 Wasiliko, 1950–93 Miczurin) – miasto w Bułgarii, w obwodzie Burgas, niewielki port i kurort nad Morzem Czarnym, siedziba administracyjna gminy.

## Historia
Pierwsze wzmianki o osadzie pochodzą z XII w. od arabskiego geografa Muhammada al-Idrisi. W czasach panowania tureckiego miasteczko znane było ze swoich winnic, uprawy zbóż, rybołówstwa i przemysłu stoczniowego. W pierwszej połowie XX w. Wasiliko posiadało flotę złożoną z 42 łodzi. Traktat w Adrianopolu, kończący wojnę rosyjsko-turecką, podpisany 2 września 1829 r. znacząco wpłynął na życie miasteczka. W 1882 r. miał miejsce pożar, w którym spłonęła stara osada. Nowa osada została wybudowana w południowej części zatoki. Po wyzwoleniu znalazło się ono na peryferiach Imperium Osmańskiego. Ostateczne wyzwolenie przyszło po I wojnie bałkańskiej w 1912 r.

## Nazwa
W XII wieku osada znana była pod nazwą Wasiliku. Według wzmianek z 1352 r. nazwa ta została zmieniona na Wasilikos, natomiast w 1934 r. przyjęło się jako Wasiliko. Ludność grecka opuściła miasto, kiedy Turcja utraciła nad tym terytorium władzę w wyniku I wojny bałkańskiej (1913). W 1950 grecką nazwę miasta zmieniono na Miczurin na cześć rosyjskiego sadownika Iwana Miczurina, w 1991 zmieniono nazwę na Carewo, która jest tłumaczeniem nazwy greckiej.

## Zabytki
- Kościół św. Trójcy, 1810 r., wraz z ikonami z XIII w.[1]
- Cerkiew Zaśnięcia Bogurodzicy
- ruiny średniowiecznych murów obronnych

## Przemysł spożywczy
W okolicznych lasach dębowych produkowany jest miód leczniczy, Mana. Zawiera on znacznie więcej witamin i minerałów niż tradycyjny miód kwiatowy.